# سندرم زجر تنفسی نوزادان
سندرم زجر تنفسی نوزادان یا Infantile respiratory distress syndrome (IRDS) یک اختلال ریوی تهدیدکننده زندگی است که ناشی از کمبود سورفاکتانت است. این اختلال عمدتاً با زودرس بودن نوزاد در ارتباط است و در راس علل مرگ و میر شیرخواران زودرس قرار دارد چون ریه نوزاد زودرس از نظر میزان و همچنین ترکیب سورفاکتانت ریوی نقص دارد.
در نوزاد طبیعی در آغاز تنفس با آزاد شدن شدید سورفاکتانت ذخیره شده همراه است که کشش سطحی سلول‌های آلوئولی را کاهش می‌دهد ولی در این سندرم آلوئول‌ها به دلیل نقص ترکیب یا ناکافی بودن سورفاکتانت بر روی هم خوابیده (کلاپس) و برونشیول‌های تنفسی گشاد و مجرای الوئولی گشاد و محتوی مایع خیز هستند.

## درمان
IRDS را می‌توان با ورود سورفاکتانت سنتز شده یا سرفاکتانت با منشأ حیوانی مانند داروی سروانتا یا برکسورف یا کوروسورف به درون ریه از طریق لوله درمان نمود. بیمار حتماً روی شانه راست خوابانیده شود دریافت اکسیژن در این صورت بسیار بالاتر از حالتهای دیگر است.
همچنین با تزریق بتامتازون در هفته‌های ۳۵ و ۳۶ بارداری می‌توان میزان RDS را کاهش داد.
سورفاکتانت ریوی اثر ضدالتهابی و باکتری کشی نیز دارد و در درمان بیماری کووید 19 که توسط کروناویروس ایجاد می شود نیز پیشنهاد استفاده در مطالعات بالینی را داشته و در حال حاضر در حال بررسی بالینی جهت راه یافتن به پروتکل های درمانی می باشد.

### کشورهای سازنده
کشورهای آمریکا، ایتالیا، کانادا و آلمان عمده‌ترین تولیدکنندگان داروی سورفکتانت هستند که به سراسر دنیا آن را صادر می‌نمایند. اولین سورفکتانت ریوی تولید شده در ایران با نام ژنریک برکتانت و نام تجاری برکسورف، روز یکشنبه سوم شهریور ۹۸ با حضور سورنا ستاری، معاون علمی و فناوری رئیس‌جمهور و سایر مقامات دولتی از جمله رئیس سازمان دارو و غذا رونمایی شد. برای تولید این دارو با روش‌های های‌تک و مدرن در کشور بیش از هفت سال فعالیت علمی و تحقیقاتی صورت گرفته‌است.
مصرف دوز ۴ میلی و ۸ میلی این دارو به ازای هر ویال حدود ۴۰۹  و ۷۱۲ دلار است و قیمت فروش آن به کشورهای جهان سوم مثل هند به ازای هر ویال حداقل  ۱۳۰ دلار است. هر ساله حدود ۱۲۰ هزار نوزاد زودرس در ایران بدنیا می‌آید که حدود نیمی از آن‌ها نیازمند داروی حیاتی برکسورف هستند.